# Halichondria agglomerans
Halichondria agglomerans är en svampdjursart som beskrevs av Jacqueline Cabioch 1968. Halichondria agglomerans ingår i släktet Halichondria och familjen Halichondriidae. Inga underarter finns listade i Catalogue of Life.